# Małgorzata Jasińska
Małgorzata Jasińska (Olsztyn, 18 gennaio 1984) è un'ex ciclista su strada polacca.

## Palmarès

### Strada
- 2009 (Dilettanti)

Campionati polacchi, Prova in linea Elite
- 2010 (System Data-Toscogas)

Campionati polacchi, Prova in linea Elite
- 2012 (MCipollini Giambenini, due vittorie)

2ª tappa Giro della Toscana Femminile-Memorial Michela Fanini (Pontedera > Volterra)
Classifica generale Giro della Toscana Femminile-Memorial Michela Fanini
- 2014 (Alé Cipollini, una vittoria)

2ª tappa Giro della Toscana Femminile-Memorial Michela Fanini (Lucca > Capannori)
- 2015 (Alé Cipollini, tre vittorie)

Campionati polacchi, Prova in linea Elite
2ª tappa Giro della Toscana Femminile-Memorial Michela Fanini (Lucca > Capannori)
Classifica generale Giro della Toscana Femminile-Memorial Michela Fanini
- 2016 (Alé Cipollini, una vittoria)

Gran Prix San Luis Femenino
- 2018 (Movistar Team, due vittorie)

Campionati polacchi, Prova a cronometro Elite
Campionati polacchi, Prova in linea Elite

#### Altri successi
- 2011 (S.C. Michela Fanini Rox)

Classifica scalatori Gracia-Orlová
Classifica traguardi volanti Gracia-Orlová
- 2012 (MCipollini Giambenini)

Classifica scalatori Giro della Toscana Femminile-Memorial Michela Fanini
- 2014 (Alé Cipollini)

Classifica scalatori Giro della Toscana Femminile-Memorial Michela Fanini
- 2015 (Alé Cipollini)

Classifica scalatori Tour Cycliste Féminin International de l'Ardèche
Classifica scalatori Giro della Toscana Femminile-Memorial Michela Fanini

## Piazzamenti

### Grandi Giri
- Giro d'Italia

2006: 49ª
2011: non partita (8ª tappa)
2012: 54ª
2013: 55ª
2014: 64ª
2015: 21ª
2016: 18ª
2017: 33ª
2018: 46ª
2019: 49ª
2020: non partita (8ª tappa)
- Grande Boucle Féminine

2009: 46ª

### Classiche monumento
- Giro delle Fiandre

2011: 27ª
2014: 19ª
2015: 48ª
2016: 22ª
2017: 43ª
2018: 6ª
- Liegi-Bastogne-Liegi

2017: 85ª
2018: 21ª
2019: 24ª

### Competizioni mondiali
- Campionati del mondo

Madrid 2005 - In linea Elite: 22ª
Salisburgo 2006 - In linea Elite: ritirata
Stoccarda 2007 - In linea Elite: ritirata
Varese 2008 - In linea Elite: 23ª
Mendrisio 2009 - In linea Elite: ritirata
Copenaghen 2011 - In linea Elite: 53ª
Valkenburg 2012 - In linea Elite: 52ª
Toscana 2013 - Cronosquadre: 5ª
Toscana 2013 - In linea Elite: ritirata
Ponferrada 2014 - In linea Elite: 19ª
Richmond 2015 - In linea Elite: 21ª
Bergen 2017 - In linea Elite: ritirata
Innsbruck 2018 - In linea Elite: 5ª
Yorkshire 2019 - In linea Elite: 64ª
Imola 2020 - In linea Elite: 80ª
- Giochi olimpici

Rio de Janeiro 2016 - In linea: 24ª

### Competizioni europee
- Campionati europei

Mosca 2005 - In linea Under-23: 20ª
Valkenburg 2006 - In linea Under-23: 9ª
Plumelec 2016 - In linea Elite: 56ª
Herning 2017 - In linea Elite: 30ª
Plouay 2020 - In linea Elite: 42ª
Trento 2021 - In linea Elite: ritirata
- Giochi europei

Minsk 2019 - In linea: 38ª
Minsk 2019 - Cronometro: 15ª